# Isotonitazeno
El isotonitazeno es un fármaco analgésico opioide sintético de la clase nitazeno y homólogo estructural del etonitazeno, que se ha vendido como droga de diseño. Tiene sólo alrededor de la mitad de la potencia del etonitazeno en estudios con animales, pero es probable que sea incluso menos potente en humanos como se vio con el etonitazeno (1000 veces más potente que la morfina en modelos animales pero sólo 60 veces más potente en humanos).
El isotonitazeno (obtenido de un proveedor en línea) se detalló completamente en un artículo en noviembre de 2019 donde los autores realizaron una elucidación analítica completa de su estructura, además de determinar su potencia en el receptor μ-opioide mediante un ensayo funcional biológico in vitro. Si bien el isotonitazeno no se comparó directamente con la morfina en este ensayo, se observó que era aproximadamente 2,5 veces más potente que la hidromorfona y ligeramente más potente que el fentanilo.

## Efectos secundarios
Es probable que los efectos secundarios de los opioides derivados del benzimidazol sean similares a los del fentanilo, que incluyen picazón, náuseas y depresión respiratoria potencialmente grave, que podrían ocasionar la muerte.
Se ha detectado isotonitazeno en múltiples muertes en Europa desde marzo de 2019 y en los EE.UU. desde agosto de 2019, según lo informado por NPS Discovery, el Centro de Investigación y Educación en Ciencias Forenses y NMS Labs.